# Wioślarstwo na Letnich Igrzyskach Olimpijskich 2020 – dwójka podwójna wagi lekkiej mężczyzn
Rywalizacja w dwójce podwójnej wagi lekkiej mężczyzn w wioślarstwie na Letnich Igrzyskach Olimpijskich 2020 rozgrywana była między 24 a 29 lipca na Sea Forest Waterway.
Do zawodów zgłoszonych zostało 18 osad.

## Terminarz
Wszystkie godziny podane są w czasie brazylijskim (UTC+09:00).
| Data          | Godzina           |                         |
| Data          | UTC+09:00         |                         |
| ------------- | ----------------- | ----------------------- |
| 24 lipca 2021 | 10:20             | Eliminacje              |
| 25 lipca 2021 | 10:20             | Repasaże                |
| 28 lipca 2021 | 11:40             | Półfinały               |
| 29 lipca 2021 | 09:00 10:10 11:30 | Finał B Finał A Finał C |

## Wyniki

### Eliminacje
Do półfinałów A/B awansowały dwie pierwsze osady z każdego biegu. Pozostałe osady wzięły udział w repasażach.
Bieg 1
| Pozycja | Tor | Zawodnik                                  | Reprezentacja | Czas    | Uwagi |
| ------- | --- | ----------------------------------------- | ------------- | ------- | ----- |
| 1.      | 3   | Jonathan Rommelmann Jason Osborne         | Niemcy        | 6:21,71 | Q     |
| 2.      | 1   | Stefano Oppo Pietro Ruta                  | Włochy        | 6:24,25 | Q     |
| 3.      | 2   | Pedro Fraga Afonso Costa                  | Portugalia    | 6:44,09 |       |
| 4.      | 4   | Shakhboz Kholmurzaev Sobirjon Safaroliyev | Uzbekistan    | 6:44,98 |       |
| 5.      | 6   | César Amaris José Güipe                   | Wenezuela     | 6:46,11 |       |
| 6.      | 5   | Siwakorn Wongpin Nawamin Deenoi           | Tajlandia     | 7:07,05 |       |

Bieg 2
| Pozycja | Tor | Zawodnik                            | Reprezentacja | Czas    | Uwagi |
| ------- | --- | ----------------------------------- | ------------- | ------- | ----- |
| 1.      | 4   | Fintan McCarthy Paul O’Donovan      | Irlandia      | 6:23,74 | Q     |
| 2.      | 1   | Jiří Šimánek Miroslav Vraštil       | Czechy        | 6:28,10 | Q     |
| 3.      | 2   | Jerzy Kowalski Artur Mikołajczewski | Polska        | 6:31,85 |       |
| 4.      | 3   | Ihor Chmara Stanisław Kowalow       | Ukraina       | 6:36,05 |       |
| 5.      | 6   | Arjun Lal Arvind Singh              | Indie         | 6:40,33 |       |
| 6.      | 5   | Bruno Cetraro Felipe Klüver         | Urugwaj       | 6:42,85 |       |

Bieg 3
| Pozycja | Tor | Zawodnik                        | Reprezentacja | Czas    | Uwagi |
| ------- | --- | ------------------------------- | ------------- | ------- | ----- |
| 1.      | 2   | Kristoffer Brun Are Strandli    | Norwegia      | 6:25,74 | Q     |
| 2.      | 6   | Niels Van Zandweghe Tim Brys    | Belgia        | 6:26,51 | Q     |
| 3.      | 1   | Patrick Keane Maxwell Lattimer  | Kanada        | 6:27,54 |       |
| 4.      | 3   | Caetano Horta Manel Balastegui  | Hiszpania     | 6:38,72 |       |
| 5.      | 4   | César Abaroa Eber Sanhueza      | Chile         | 6:53,15 |       |
| 6.      | 5   | Kamel Ait Daoud Sid Ali Boudina | Algieria      | 6:57,32 |       |

### Repasaże
Trzy pierwsze osoady awansowały do półfinałów A/B. Pozostałe osady awansowały do finału C.
Repasaż 1
| Pozycja | Tor | Zawodnik                        | Reprezentacja | Czas    | Uwagi |
| ------- | --- | ------------------------------- | ------------- | ------- | ----- |
| 1.      | 2   | Ihor Chmara Stanisław Kowalow   | Ukraina       | 6:36,28 | Q     |
| 2.      | 3   | Patrick Keane Maxwell Lattimer  | Kanada        | 6:36,79 | Q     |
| 3.      | 1   | Bruno Cetraro Felipe Klüver     | Urugwaj       | 6:36,87 | Q     |
| 4.      | 4   | Pedro Fraga Afonso Costa        | Portugalia    | 6:36,95 | FC    |
| 5.      | 5   | César Abaroa Eber Sanhueza      | Chile         | 6:48,22 | FC    |
| 6.      | 6   | Siwakorn Wongpin Nawamin Deenoi | Tajlandia     | 7:20,50 | FC    |

Repasaż 2
| Pozycja | Tor | Zawodnik                                  | Reprezentacja | Czas    | Uwagi |
| ------- | --- | ----------------------------------------- | ------------- | ------- | ----- |
| 1.      | 3   | Jerzy Kowalski Artur Mikołajczewski       | Polska        | 6:43,44 | Q     |
| 2.      | 4   | Caetano Horta Manel Balastegui            | Hiszpania     | 6:45,71 | Q     |
| 3.      | 5   | Arjun Lal Arvind Singh                    | Indie         | 6:51,36 | Q     |
| 4.      | 2   | Shakhboz Kholmurzaev Sobirjon Safaroliyev | Uzbekistan    | 6:56,22 | FC    |
| 5.      | 1   | César Amaris José Güipe                   | Wenezuela     | 7:01,46 | FC    |
| 6.      | 6   | Kamel Ait Daoud Sid Ali Boudina           | Algieria      | 7:12,08 | FC    |

### Półfinały

#### Półfinały A/B
Trzy pierwsze osady z każdego z półfinałów awansowały do finału A. Pozostałe osoady awansowały do finału B.
Półfinał 1
| Pozycja | Tor | Zawodnik                            | Reprezentacja | Czas     | Uwagi |
| ------- | --- | ----------------------------------- | ------------- | -------- | ----- |
| 1.      | 4   | Jonathan Rommelmann Jason Osborne   | Niemcy        | 6:07,33  |       |
| 2.      | 1   | Bruno Cetraro Felipe Klüver         | Urugwaj       | 6:11,48  |       |
| 3.      | 5   | Jiří Šimánek Miroslav Vraštil       | Czechy        | 6:11,88  |       |
| 4.      | 2   | Jerzy Kowalski Artur Mikołajczewski | Polska        | 6:12,79  |       |
| 5.      | 6   | Patrick Keane Maxwell Lattimer      | Kanada        | 6:18,29  |       |
| 6.      | 3   | Kristoffer Brun Are Strandli        | Norwegia      | 12:16,25 |       |

Półfinał 2
| Pozycja | Tor | Zawodnik                       | Reprezentacja | Czas    | Uwagi |
| ------- | --- | ------------------------------ | ------------- | ------- | ----- |
| 1.      | 3   | Fintan McCarthy Paul O’Donovan | Irlandia      | 6:05,33 |       |
| 2.      | 4   | Stefano Oppo Pietro Ruta       | Włochy        | 6:07,70 |       |
| 3.      | 2   | Niels Van Zandweghe Tim Brys   | Belgia        | 6:13,07 |       |
| 4.      | 5   | Ihor Chmara Stanisław Kowalow  | Ukraina       | 6:14,57 |       |
| 5.      | 1   | Caetano Horta Manel Balastegui | Hiszpania     | 6:15,49 |       |
| 6.      | 6   | Arjun Lal Arvind Singh         | Indie         | 6:24,41 |       |

### Finały
Finał C
| Pozycja | Tor | Zawodnik                                  | Reprezentacja | Czas    | Uwagi |
| ------- | --- | ----------------------------------------- | ------------- | ------- | ----- |
| 1.      | 3   | Pedro Fraga Afonso Costa                  | Portugalia    | 6:24,44 |       |
| 2.      | 5   | César Abaroa Eber Sanhueza                | Chile         | 6:31,97 |       |
| 3.      | 2   | César Amaris José Güipe                   | Wenezuela     | 6:36,37 |       |
| 4.      | 4   | Shakhboz Kholmurzaev Sobirjon Safaroliyev | Uzbekistan    | 6:40,25 |       |
| 5.      | 6   | Kamel Ait Daoud Sid Ali Boudina           | Algieria      | 6:41,62 |       |
| 6.      | 1   | Siwakorn Wongpin Nawamin Deenoi           | Tajlandia     | 6:56,13 |       |

Finał B
| Pozycja | Tor | Zawodnik                            | Reprezentacja | Czas    | Uwagi |
| ------- | --- | ----------------------------------- | ------------- | ------- | ----- |
| 1.      | 2   | Caetano Horta Manel Balastegui      | Hiszpania     | 6:15,45 |       |
| 2.      | 4   | Jerzy Kowalski Artur Mikołajczewski | Polska        | 6:16,01 |       |
| 3.      | 3   | Ihor Chmara Stanisław Kowalow       | Ukraina       | 6:16,92 |       |
| 4.      | 5   | Patrick Keane Maxwell Lattimer      | Kanada        | 6:17,60 |       |
| 5.      | 1   | Arjun Lal Arvind Singh              | Indie         | 6:29,66 |       |
| 6.      | 6   | Kristoffer Brun Are Strandli        | Norwegia      | DNS     |       |

Finał A
| Pozycja | Tor | Zawodnik                          | Reprezentacja | Czas    | Uwagi |
| ------- | --- | --------------------------------- | ------------- | ------- | ----- |
| złoto   | 3   | Fintan McCarthy Paul O’Donovan    | Irlandia      | 6:06,43 |       |
| srebro  | 4   | Jonathan Rommelmann Jason Osborne | Niemcy        | 6:07,29 |       |
| brąz    | 2   | Stefano Oppo Pietro Ruta          | Włochy        | 6:14,30 |       |
| 4.      | 1   | Jiří Šimánek Miroslav Vraštil     | Czechy        | 6:16,42 |       |
| 5.      | 6   | Niels Van Zandweghe Tim Brys      | Belgia        | 6:18,10 |       |
| 6.      | 5   | Bruno Cetraro Felipe Klüver       | Urugwaj       | 6:24,21 |       |